# 우라메시 유스케
우라메시 유스케는 《유유백서》에 등장하는 주인공으로, 국내명은 진진.

## 소개
뜻밖의 교통사고로 죽은 후에 영계 탐정이 되는 소년으로, 유키무라 케이코에 의해서 다시 부활한다.